# Journal of Veterinary Pharmacology and Therapeutics
Das Journal of Veterinary Pharmacology and Therapeutics, abgekürzt J. Vet. Pharmacol. Ther., ist eine wissenschaftliche Fachzeitschrift, die vom Wiley-Blackwell-Verlag veröffentlicht wird. Die Zeitschrift erscheint mit sechs Ausgaben im Jahr. Es werden Arbeiten veröffentlicht, die sich mit Fragen der theoretischen und klinischen Pharmakologie und Toxikologie in der Tiermedizin beschäftigen. Die Zeitschrift ist das offizielle Publikationsorgan folgender Gesellschaften:
- American Academy of Veterinary Pharmacology and Therapeutics
- American College of Veterinary Clinical Pharmacology
- Association for Veterinary Clinical Pharmacology and Therapeutics (UK)
- European Association for Veterinary Pharmacology and Toxicology
- Chapter of Veterinary Pharmacology of the Australian College of Veterinary Scientists

Der Impact Factor lag im Jahr 2014 bei 1,189. Nach der Statistik des ISI Web of Knowledge wird das Journal mit diesem Impact Factor in der Kategorie Pharmakologie und Pharmazie an 207. Stelle von 254 Zeitschriften und in der Kategorie Veterinärmedizin an 48. Stelle von 133 Zeitschriften geführt.